# 토착원예
토착원예(indigenous horticulture)는 사람이 거주하는 모든 대륙에서 다양한 방식으로 실행된다. 토착민은 특정 지역의 원주민을 말하며 원예는 소규모 사이짓기 관행이다.

## 아프리카

### 북아프리카
북아프리카의 그러한 예 중 하나는 나이지리아 언덕 농업 공동체인 에곤(Eggon)의 농업 관행이다. 에곤은 라피아와 아콴가(Akwanga) 사이의 마다(Mada) 언덕에 살고 있다. 이 언덕은 마다강과 아리키아강 사이에 위치해 있다. 이 지역의 고도는 이른 아침 안개로 인해 작물이 언덕에서 수분을 유지하는 데 도움이 된다. 이는 또한 더 빠르고 더 긴 작물 재배를 가능하게 한다. 휴경지 농업과 혼합 농경지 관리 방식을 실천한다. 마 (뿌리), 카사바, 옥수수, 콩, 아프리카 쌀 재배에 중점을 두고 있다. 생산된 것의 대부분은 현금작물로 수출되며 현금 수입의 주요 원천이다. 에곤은 언덕의 공간을 최대화하기 위해 계단식 농업 시스템을 사용한다. 이들이 키우는 염소는 대부분 농업에 사용되는 비료로 사육된다. 이 가축은 결혼식과 같은 특별한 경우에만 살해된다. 에곤은 작물 생산량을 극대화하기 위해 환경의 다양성을 활용한다.